# Daniel Oss
Daniel Oss (Trento, 13 de janeiro de 1987) é um ciclista italiano. Converteu-se em profissional em 2009 com a equipa Liquigas e atualmente fá-lo pelo Bora-Hansgrohe.

## Biografia
Daniel Oss brilhou tanto na pista como na estrada na sua juventude. Em 2004 converteu-se em campeão da Itália de perseguição em categoria júnior e 3º do campeonato da Itália de contrarrelógio sub-23.
Efetuou uma prova em 2008, com 21 anos, na equipa CSC-Saxo Bank recomendado pelo ex-corredor Giovanni Lombardi, mas não o contrataram. Competiu contra outros que também estavam à prova como: Joaquín Novoa, Jonathan Bellis e Lasse Bøchman.
Oss é então contratado pela Liquigas. Em 2010 participa nas clássicas de Flandres ao serviço de Manuel Quinziato. Termina quinto na Gante-Wevelgem, vencida por Bernhard Eisel. Correu o Tour de Flandres e a Paris-Roubaix ainda que não pôde estar com os melhores. No final de agosto consegue a sua primeira vitória como profissional ganhando o Giro do Veneto. A equipa Liquigas faz dobradinha com OSS a ganhar a seu colega Peter Sagan.
Em 1 de agosto de 2017 o Bora-Hansgrohe anunciou que Daniel Oss passaria a fazer parte da equipa em 2018.

## Palmarés
2010
- Giro do Veneto

2011
- 1 etapa do USA Pro Cycling Challenge

2016
- Classificação de metas volantes no Giro d'Italia

## Resultados nas Grandes Voltas
| Corrida            | 2009 | 2010 | 2011 | 2012 | 2013 | 2014 | 2015 | 2016 | 2017 | 2018 |
| ------------------ | ---- | ---- | ---- | ---- | ---- | ---- | ---- | ---- | ---- | ---- |
| Giro d'Italia      | -    | -    | -    | -    | 140º | 103º | -    | 111º | -    | -    |
| Tour de France     | -    | 124º | 100º | 105º | -    | 69º  | 97º  | -    | -    | -    |
| Volta a Espanha    | -    | -    | -    | -    | -    | -    | -    | -    | Ab.  | -    |
| Mundial em Estrada | -    | Ab.  | 82º  | -    | -    | -    | Ab.  | Ab.  | -    | -    |

-: não participa

Ab.: abandono

## Equipas
- Liquigas (2009-2012)
  - Liquigas (2009)
  - Liquigas-Doimo (2010)
  - Liquigas-Cannondale (2011-2012)
- BMC Racing (2013-2017)
- Bora-Hansgrohe (2018-)